# Catena Lucretius
Catena Lucretius - łańcuch kraterów na powierzchni Księżyca, o długości 271 km. Jego współrzędne selenograficzne to 3,24°S; 126,06°W.
Catenę nazwano od krateru Lucretius, nazwa została zatwierdzona przez Międzynarodową Unię Astronomiczną w roku 1979.